# Christoph Büchel
Christoph Büchel (Basilea, 1966) è un artista svizzero, noto per i suoi progetti concettuali e le sue grandi installazioni.
Molte delle opere di Büchel sono critiche istituzionali, mentre le complesse installazioni incoraggiano spesso gli spettatori a partecipare a scenari fisicamente e psicologicamente impegnativi. L'artista esplora così l'instabile rapporto tra sicurezza e invasione, ponendo i visitatori nei controversi ruoli di vittima e voyeur.
Ha ricevuto l'attenzione internazionale per alcune controverse installazioni contemporanee, tra cui la realizzazione di una moschea islamica all'interno di un'ex chiesa cattolica sconsacrata in occasione della Biennale d'arte di Venezia e suggerendo che i prototipi per il muro tra Stati Uniti e Messico voluto da Donald Trump fossero considerati una forma di land art.

## Biografia
Nato a Basilea nel 1966, Dopo aver studiato l'Università di arte e design di Basilea (1986-1989), frequenta la Cooper Union School of Art di New York (1989-1990) e in seguito l'Accademia di belle arti di Düsseldorf (1992-1997).

## Principali opere
Molte delle opere di Büchel sono critiche istituzionali.
Il suo lavoro per Manifesto, "Invite Yourself" (2002), consisteva in un sito di aste su e-bay per una mostra.
Durante la performance Capital Affair (2002), l'intero budget della mostra venne promesso al visitatore della galleria che avesse trovato l'assegno nascosto all'interno dello spazio espositivo.
Home (2009), esposto alla Hauser & Wirth Gallery, consisteva in una collezione di chiavi, tra cui quella dell'appartamento dell'artista a Basilea. A chi avesse acquistato l'opera fu promesso l'accesso a vita nell'appartamento dell'artista, indipendentemente dalla presenza o meno di Buchel stesso.
Wallet (2009) consisteva nel portafoglio dell'artista, con carte di credito incluse, carte d'identità e patente di guida, apparentemente caduto a terra, ma in realtà incollato al pavimento. In caso d'acquisto di quest'opera, sarebbe stato necessario scollare il portafoglio e disattivare le carte di credito.

### Hole(2005)
Alla Kunsthalle di Basilea, Buchel ha creato un'installazione di riempimento degli ambienti, intitolata Hole (Buco), che ha trasformato una parte storica dell'edificio, accuratamente restaurata e dalle belle proporzioni, in una sorta di stazione di smistamento industriale e di laboratorio. Per entrare nell'installazione, i visitatori dovevano prendere un ascensore dalla hall, ed erano poi costretti a spostarsi attraverso piccole stanze collegate da corridoi stretti e scale ripide, in cui potevano vedere, tra le altre cose, la sala d'attesa, la stanza dello psicoterapeuta ("Shrink Room") e una grande tenda. Questi spazi servivano a rappresentare diversi stati d'animo. La stanza degli strizzacervelli è un luogo di rielaborazione spirituale: qui il passato deve essere liberato e il contenuto psicologico represso deve essere scoperto nel corso dell'analisi. Nella tenda adiacente, i resti di un autobus turistico fatto saltare in aria sono ordinati in tavoli e scaffali, e ricordano una stanza con le prove di un reato. A volte le parti non riconoscibili dell'autobus sono disposte sul pavimento o montate su un telaio in acciaio a forma di autobus. Questo tipo di ricostruzione viene effettuata dopo ogni incidente aereo: gli esperti passano mesi ad esaminare i rottami. La cura invadente per i dettagli rivela un tentativo di controllo totale su eventi incomprensibili e tumultuosi che rompono l'ordine sociale, come i disastri naturali e gli atti terroristici, che riflettono lo stato di paranoia sociale. Questi ambienti fittizi ma molto plausibili - le stanze all'interno delle sale - sono accuratamente progettati in modo tale che l'assetto istituzionale del museo e della galleria scompare.

### Simply Botiful (2006-2007)
Da scenografo ossessivo, Buchel ha trasformato lo spazio acquistato dalla Hauser & Wirth Gallery nell'East End di Londra nell'ambiente Simply Botiful (2006). L'installazione spettacolare e completa ricorda un hotel economico, un campo, un bordello, un labirinto e un negozio di importazione ed esportazione allo stesso tempo. I visitatori hanno dovuto sgattaiolare attraverso tunnel sporchi e salire le scale per scoprire spazi che contenevano tracce della terribile realtà di residenti immaginari, attraverso la trascendenza religiosa, le fantasie pornografiche e l'ideologia estremista.

### The Mosque

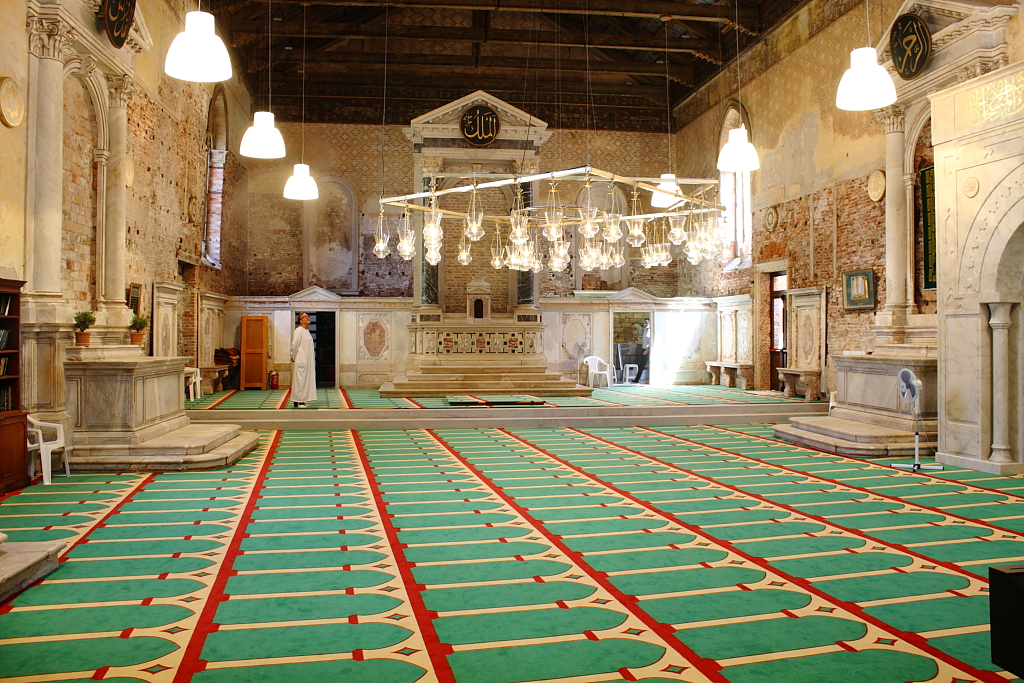
Interno della Chiesa dell'Abbazia della Misericordia di Venezia durante la performance The Mosque di Christoph Büchel per il padiglione islandese

In occasione della LVI Esposizione internazionale d'arte di Venezia del 2015, Christoph Büchel ha allestito nel padiglione nazionale dell'Islanda, ospitato presso la Chiesa dell'Abbazia della Misericordia (sconsacrata nel 1973), l'installazione The Mosque: The First Mosque in the Historic City of Venice (La Moschea: la prima moschea nel centro storico di Venezia), costituita da un vero luogo di culto per i fedeli musulmani con tanto di miḥrāb rivolto verso la Mecca, sala per le abluzioni ricavata nel presbiterio, grande tappeto e versetti coranici alle pareti. Secondo il progetto, The Mosque sarebbe dovuta rimanere aperta per sette mesi.
A seguito di denuncia presentata dall'esponente locale di Forza Nuova Alessandro Tamborini, la polizia municipale di Venezia impose la chiusura del padiglione islandese, inizialmente per motivi di sovraffollamento (in realtà nei 13 giorni di apertura dell'installazione non vi erano mai stati mai più di 100 visitatori, controllati da una guardia giurata all'ingresso) e poi per presunte violazioni amministrative per aver creato un luogo di culto senza autorizzazione. A tal proposito, Björg Stefánsdottír, direttrice del Centro delle Arti islandesi dichiarò che:
(Björg Stefánsdottír)
In ogni caso, il padiglione islandese venne chiuso dal sindaco Luigi Brugnaro, che la bollò come una "iniziativa sbagliata, che non aveva tenuto conto dei sentimenti delle persone a Venezia".

### Barca Nostra
Alla LVIII Esposizione internazionale d'arte di Venezia del 2019, Büchel ha esposto Barca Nostra, una nave naufragata con a bordo centinaia di migranti, «un monumento collettivo e commemorativo alla migrazione contemporanea».